# 利沃夫市政廳

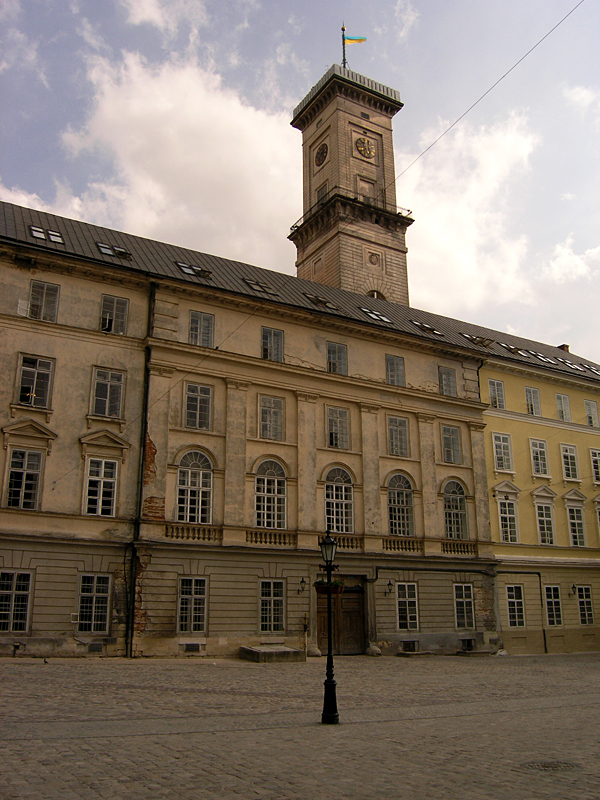
利沃夫市政廳

利沃夫歷史上的第一個市政廳建於利沃夫獲得城市權利之後不久。該建築是木質建築，建成後很快就被燒毀。此後利沃夫開始修建石質市政廳。現在的利沃夫市政廳修建於1830年至1835年，外觀是維也納古典風格，有四層樓高，並設有鐘樓。

49°50′31″N 24°01′54″E / 49.84194°N 24.03167°E